# Leopoldo z Alpandeire
Leopold z Alpandeire, OFM Cap., rodným jménem Francisco Tomás de San Juan Bautista Márquez y Sánchez (24. června 1864, Alpandeire – 9. února 1956, Granada) byl španělský římskokatolický řeholník, člen kapucínského řádu. Katolická církev jej uctívá jako blahoslaveného.

## Život

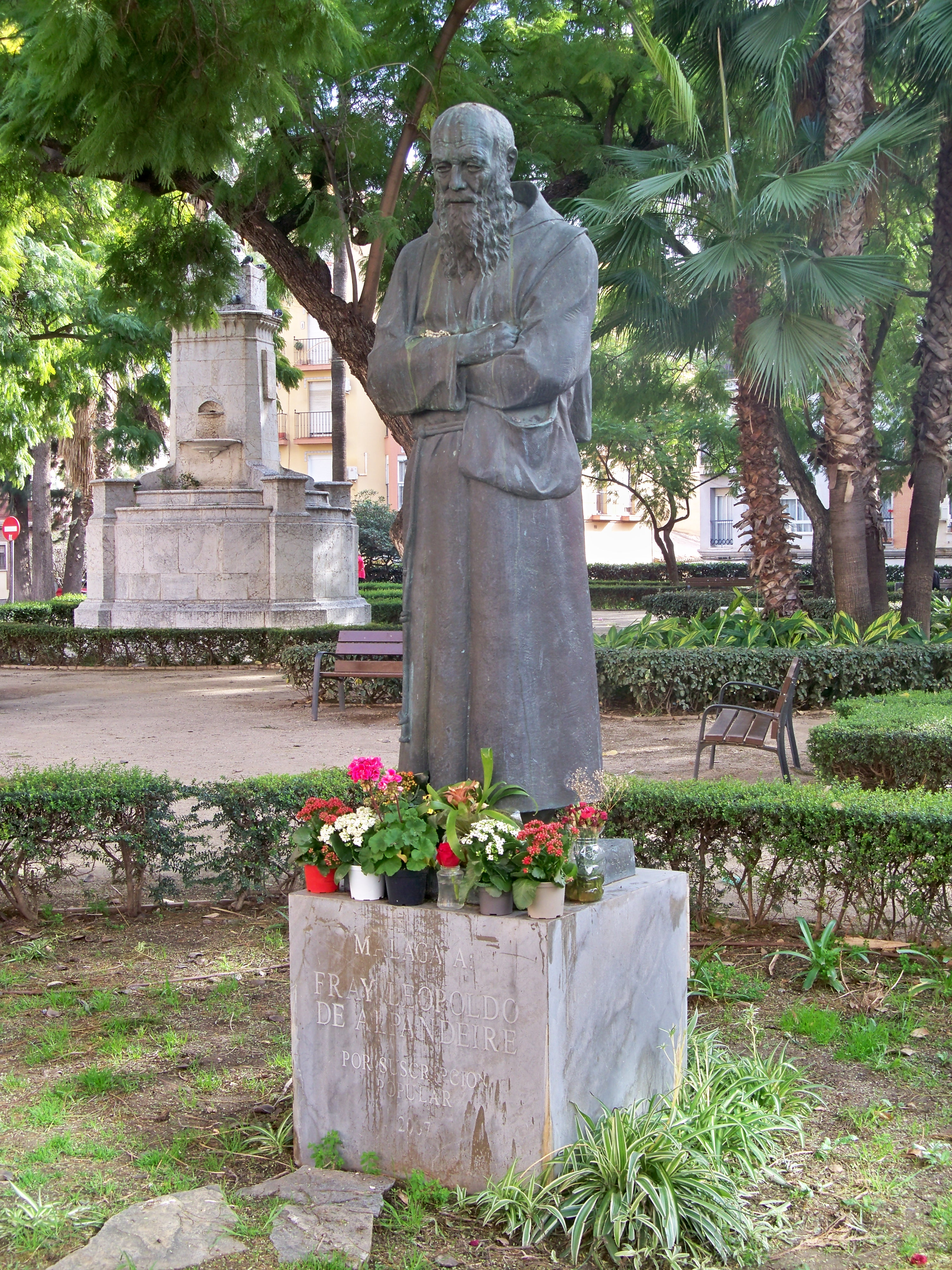
Jeho socha v Málaze

Narodil se dne 24. června 1864 v městečku Alpandeire v provincii Málaga jako nejstarší ze čtyř dětí (jedné dívky a tří chlapců). Jeho rodiče Diego Márquez y Ayala a Jerónima Sánchez y Jiménez pracovali jako rolníci a v dětství jim se zemědělskými pracemi často vypomáhal. Na místní škole získal základní vzdělání. V letech 1887–1888 absolvoval vojenskou službu.
Během blahořečení Didaka Josefa z Cádizu roku 1894 se rozhodl stát kapucínským řeholníkem. Po několika neúspěšných pokusech vstoupil roku 1899 do postulátu v kapucínském klášteře v Seville. Roku 1900 se stal novicem a přijal řeholní jméno Leopold z Alpandeire. Poté vystřídal pobyt v klášterech v Antequeře, Granadě a znovu Seville, než byl dne 21. února 1914 definitivně poslán do kláštera Granada.

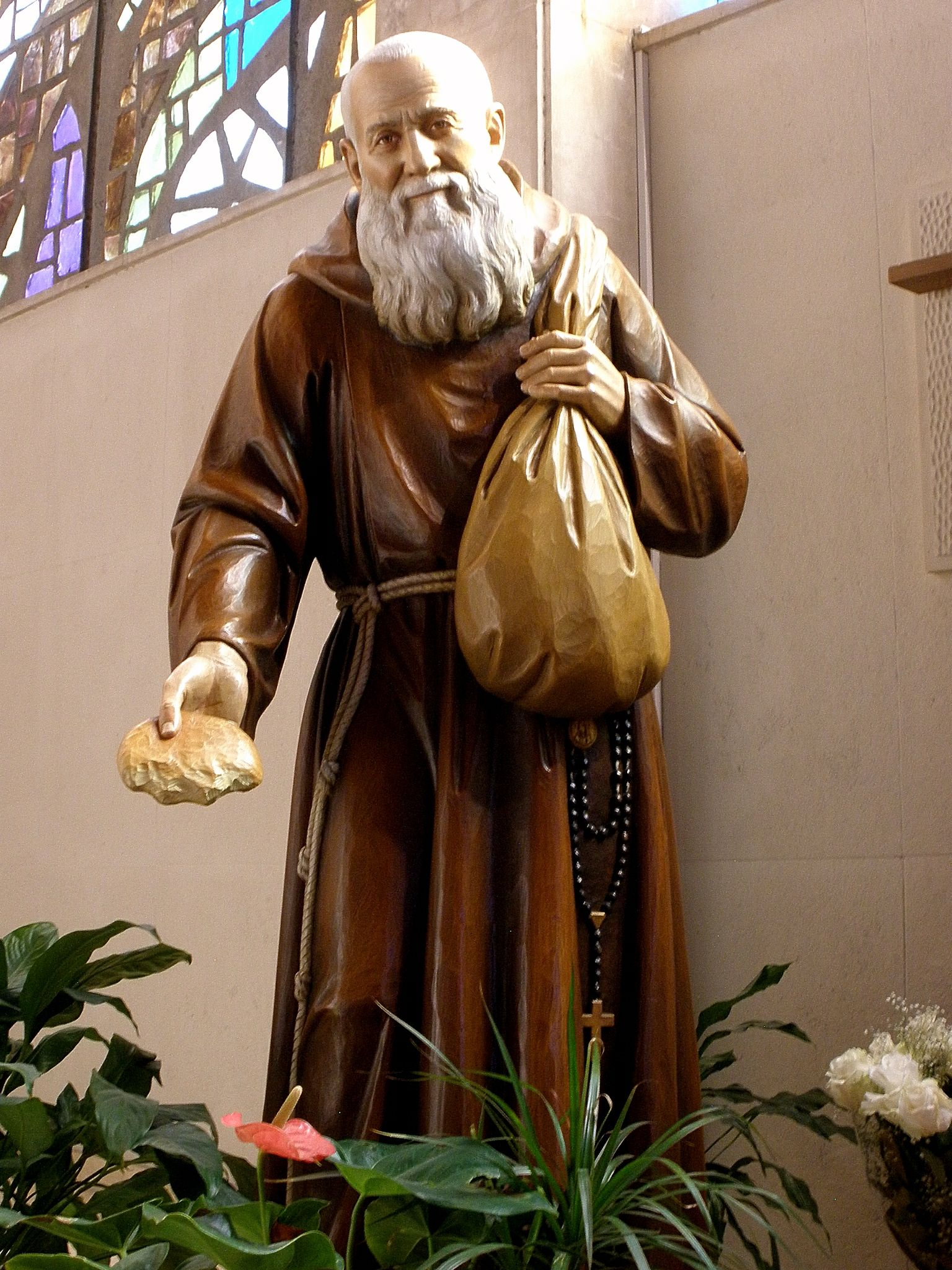
Jeho soška v jemu zasvěcené svatyni v Granadě

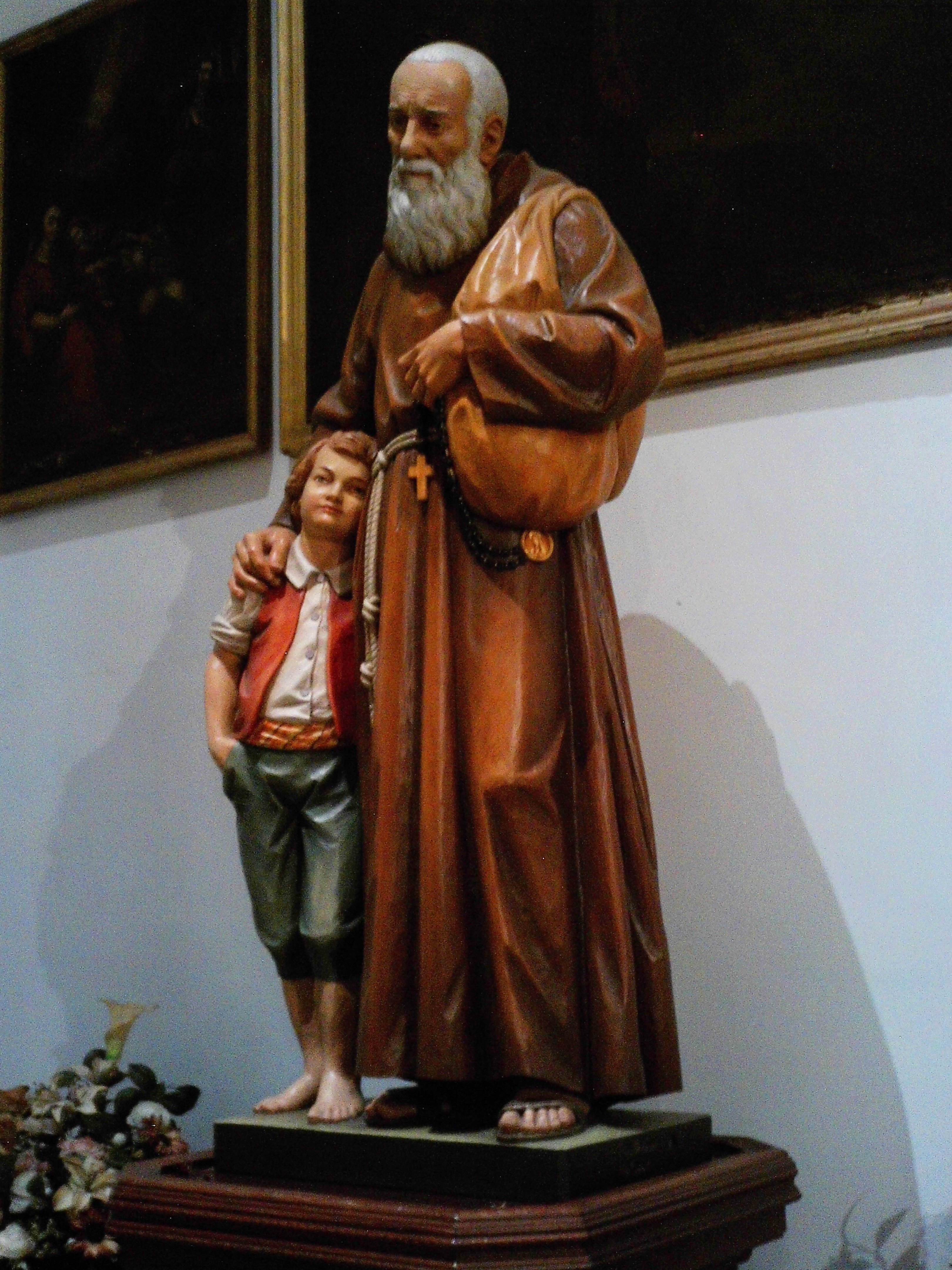
Jeho soška v Seville

Zde sloužil až do konce života jako žebrající mnich, kdy chodil pěšky (bos a s vakem na zádech) od domu k domu po městě a blízkých vesnicích a prosil o almužny pro své spolubratry a chudé. Stal se mezi lidmi, které navštěvoval velmi oblíbeným, kdy jej např. nemocní zvali k sobě domů, aby se s nimi modlil a někdy jim vyprosil zázračné uzdravení.
Při jedné pochůzce upadl a zlomil si stehenní kost, díky čemuž musel strávit dlouhý čas v klášteře na lůžku. Později začal trpět i dalšími onemocněními, která však snášel trpělivě. Zemřel dne 9. února 1956 v Granadě. Jeho ostatky jsou uloženy v kryptě kapucínského kostela v Granadě.

## Úcta
Jeho beatifikační proces započal dne 7. ledna 1982, čímž obdržel titul služebník Boží. Dne 15. března 2008 jej papež Benedikt XVI. podepsáním dekretu o jeho hrdinských ctnostech prohlásil za ctihodného. Dne 19. prosince 2009 byl uznán zázrak na jeho přímluvu, potřebný pro její blahořečení.
Blahořečen pak byl dne 12. září 2010 na letecké základně v Armille. Obřadu předsedal jménem papeže Benedikta XVI. arcibiskup Angelo Amato.
Jeho památka je připomínána 9. února. Bývá zobrazován v řeholním oděvu.